# Inuliata
L`Inuliata (còrso; talvolta francesizzato in inuliate; pl. inuliate; significato: "oliata") è un dolce còrso generalmente di forma rotonda, fatto di pasta lievitata. Il dolce è tipico della cucina della Corsica e proviene dalla città di Ajaccio in Corsica del Sud. L'inuliata è preparata durante la settimana di Pasqua.

## Ingredienti
I suoi ingredienti principali sono farina di frumento, lievito, zucchero a velo, olio d'oliva e vino bianco secco. Un impasto viene preparato con farina, quasi tutto lo zucchero e l'olio, vino bianco e lievito sciolto in acqua. La massa è impastata, lasciata riposare e stesa in una forma rotonda alta 1,5 cm. I suoi bordi vengono pizzicati con le mani e la superficie è bucherellata con una forchetta. Il dolce viene spennellato con olio d'oliva (da qui il nome), spolverizzato con il resto dello zucchero, messo su una teglia unta con olio d'oliva e cotto un'ora in forno moderato.